# Donggouling (métro de Nanning)
Donggouling (chinois : 东沟岭站 / pinyin : Dōnggōulǐng zhàn / zhuang : Camh Dunghgoulingj) est une station de la ligne 3 du métro de Nanning. Elle est située à l'intersection de la rue Shajiang et de la rue Hengyang est, dans le district de Xingning de la ville de Nanning, en Chine.
Ouverte le 10 septembre 2020, un an après les autres stations de la ligne, elle comprend quatre entrées et une seule plateforme.

## Situation sur le réseau

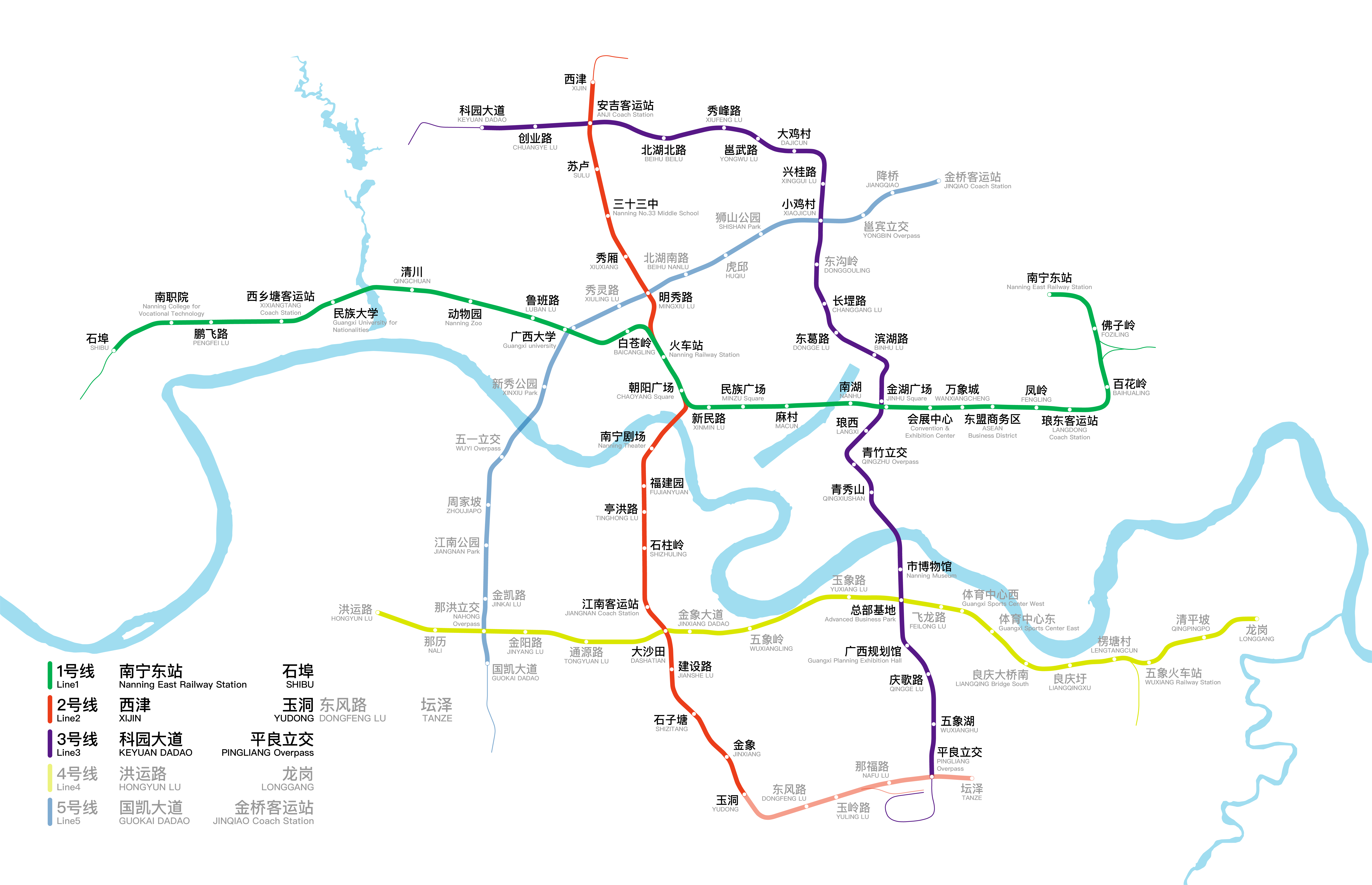
Plan du métro.

Établie en souterrain, Donggouling est située sur la ligne 3 du métro de Nanning, entre la station Xiaojicun (zh), en direction du terminus nord Boulevard Keyuan (zh), et la station Rue Changgang (zh), en direction du terminus sud Échangeur Pingliang (zh).

## Histoire

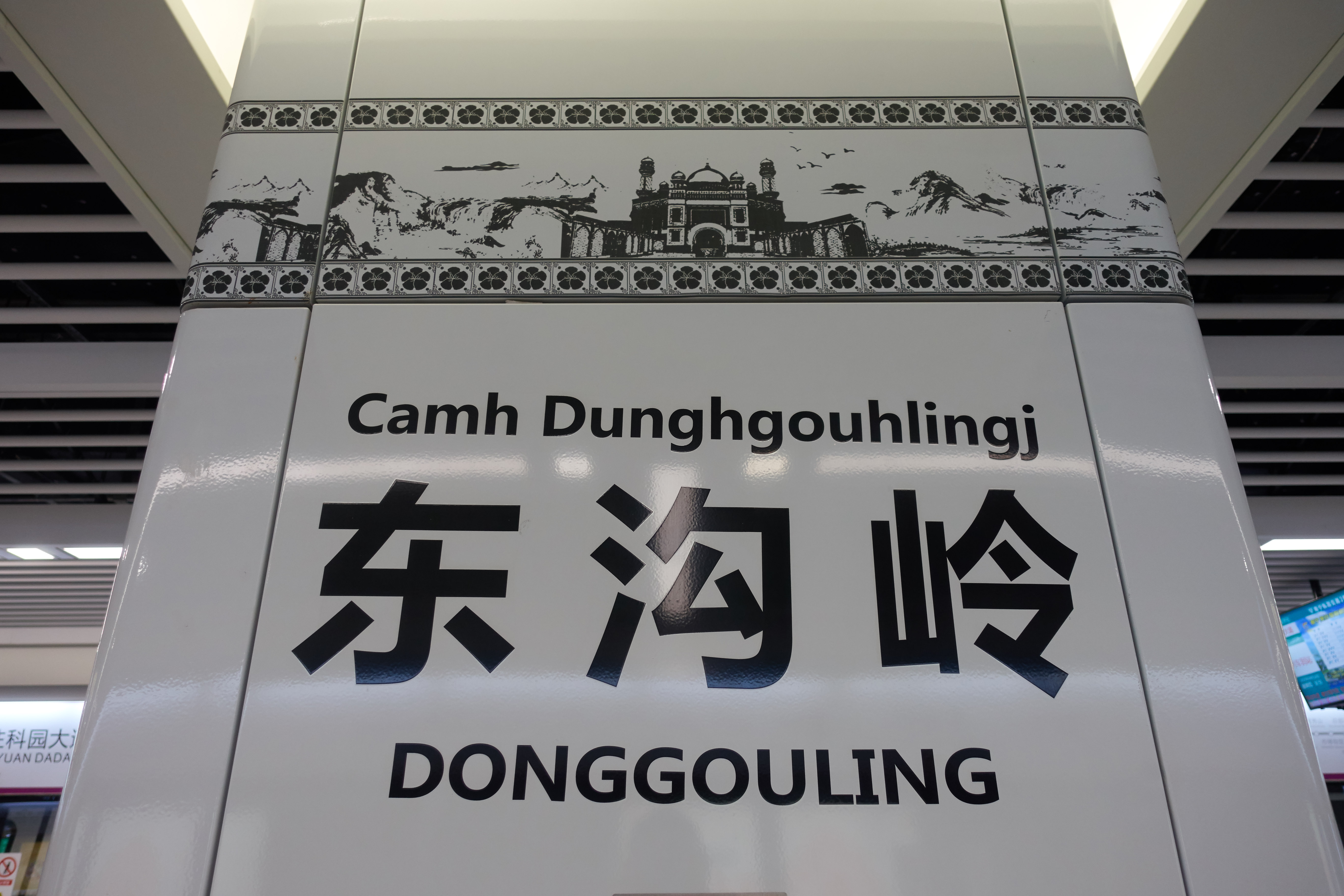
Nom de la station sur une colonne.

La construction de la ligne débute en 2015. La ligne ouvre officiellement avec 22 stations le 6 juin 2019, mais Donggouling reste fermée même si la construction est terminée. Les connexions routières avec les grandes artères et avec le réseau d'autobus municipal n'ayant pas encore été établies, la station demeure fermée, mais la circulation routière est de nouveau permise dans le secteur. Avec la complétion de la rue Shajiang, Donggouling ouvre en tant que station additionnelle (en) le 10 septembre 2020 à 6h30. Les entrées A, C et D sont ouvertes, mais la sortie B est prévue pour plus tard,.

## Services aux voyageurs

### Accès et accueil
Rue Dongge est situé à l'intersections des rues Shajiang et Hengyang est, et sera reliée aux nouvelles rues Yanzhou (燕州路) et Jian'an (建安路). La station se trouve dans un ancien bidonville de Nanning, apparu dans les années 1970 lorsque des campagnards des régions voisines de Yulin, Long'an, Mashan et Wuming sont venus s'installer. Le quartier de Donggouling, alors une crête forestière, s'est rapidement développée, passant de 10 ménages en 1980 à plus de 2 700 au recensement de 1999. À partir de 2001, le gouvernement local a lancé un projet de reconstruction du district, et le bidonville a disparu pour faire place à un nouveau quartier de gratte-ciels avec de larges avenues. 
La station est souterraine et comprend deux étages, avec au second sous-sol une plateforme centrale à colonnes donnant sur deux voies. Avec ses quatre entrées, Rue Dongge a un ascenseur pour personnes handicapées à sa sortie D.

Entrées
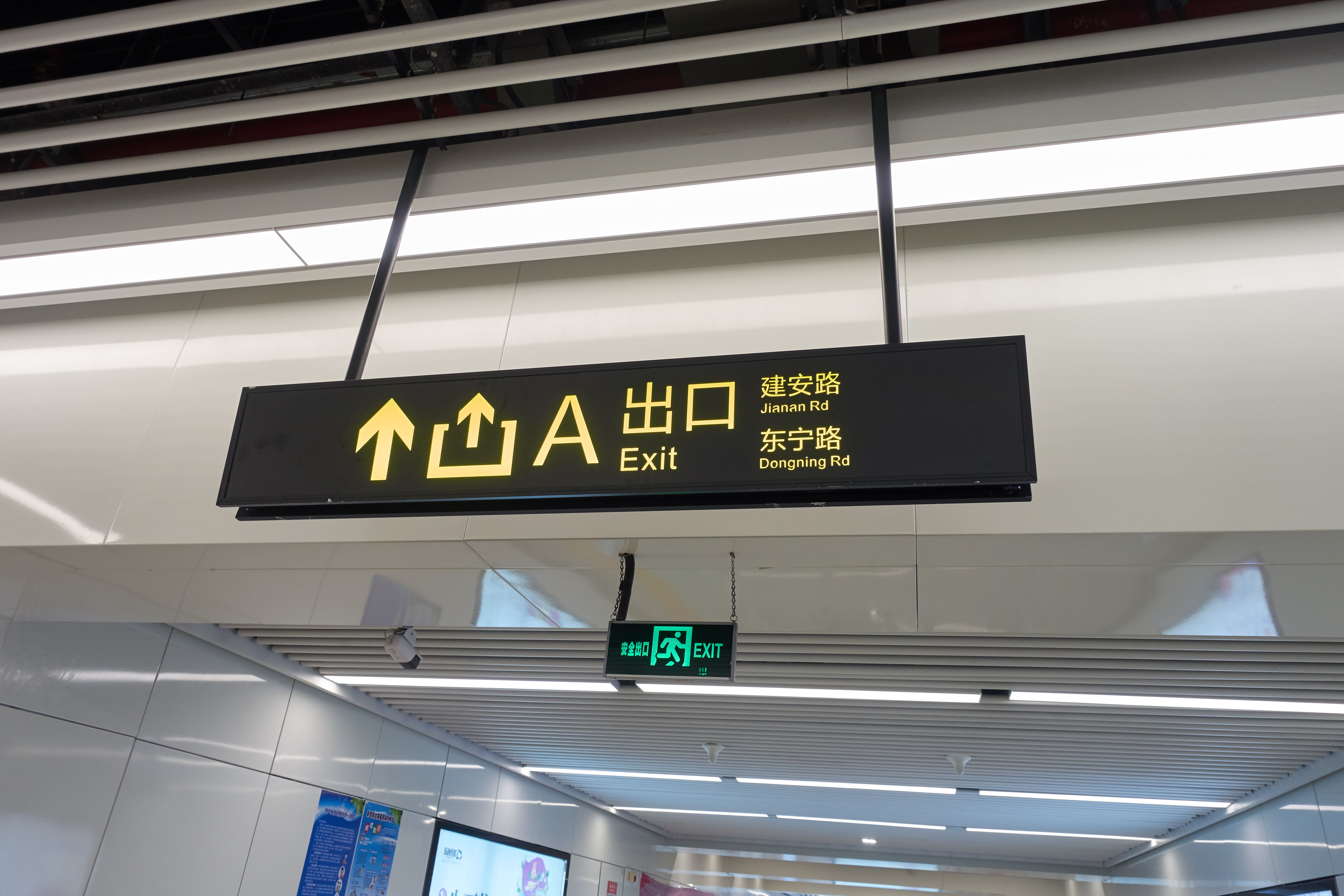
A
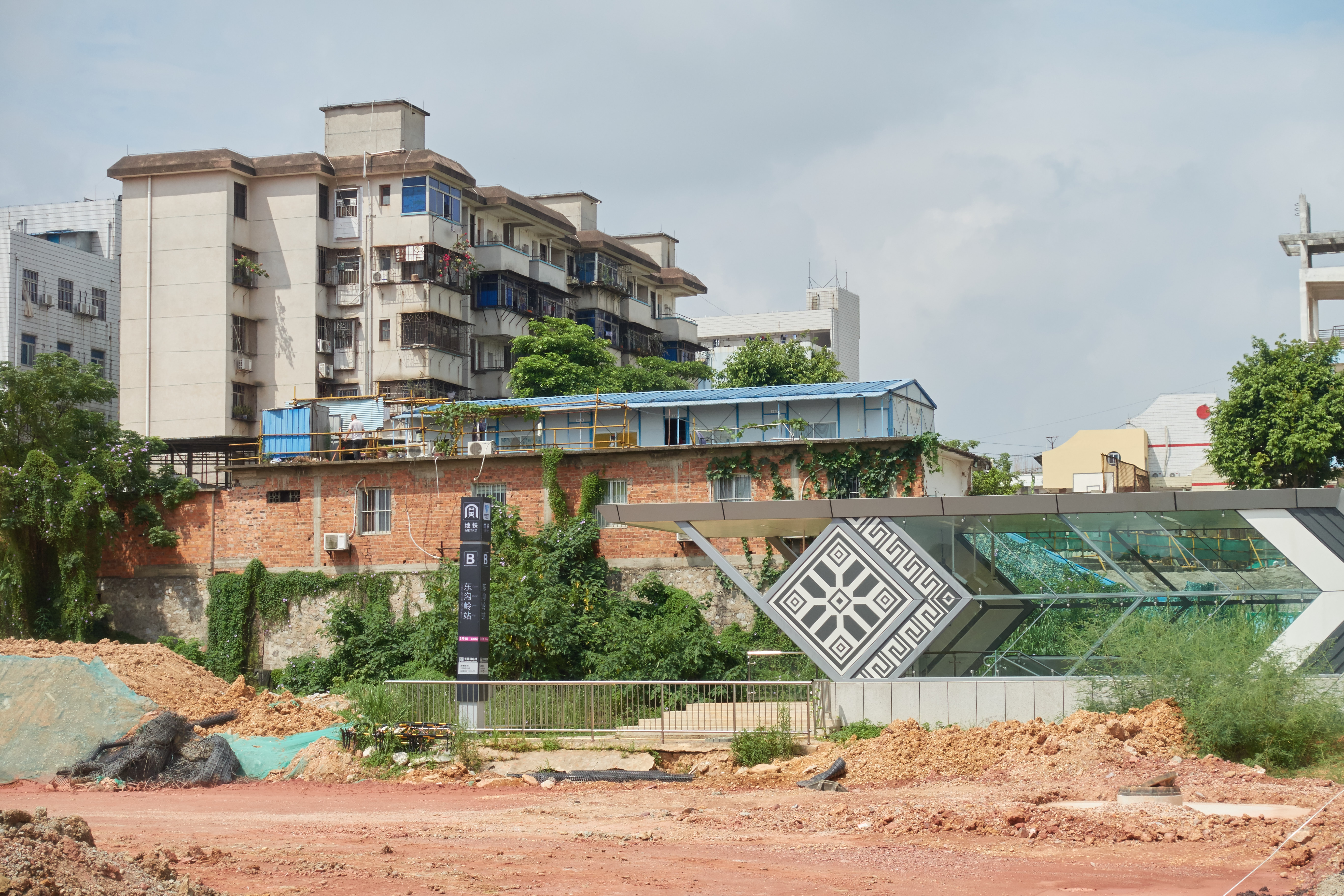
B
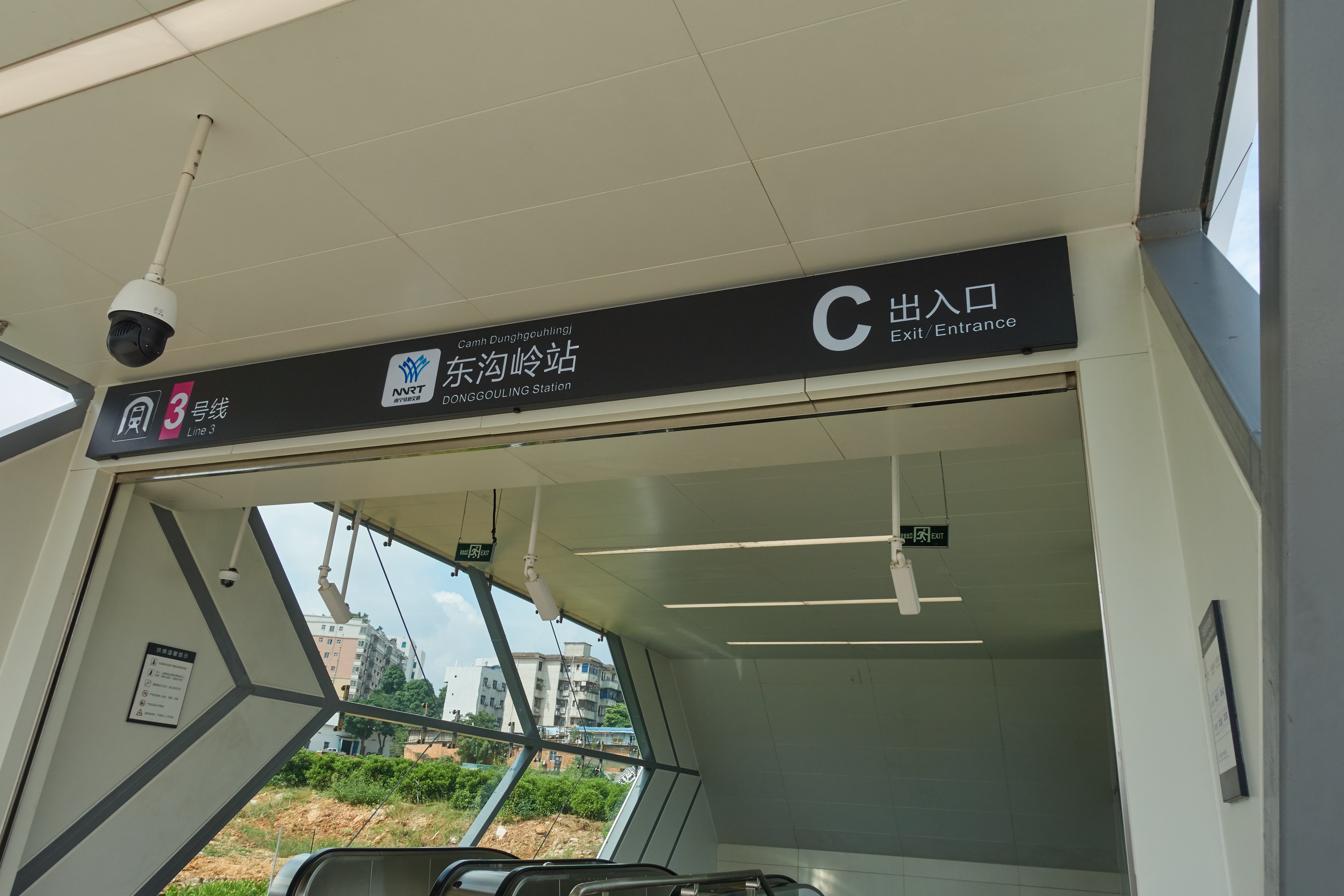
C
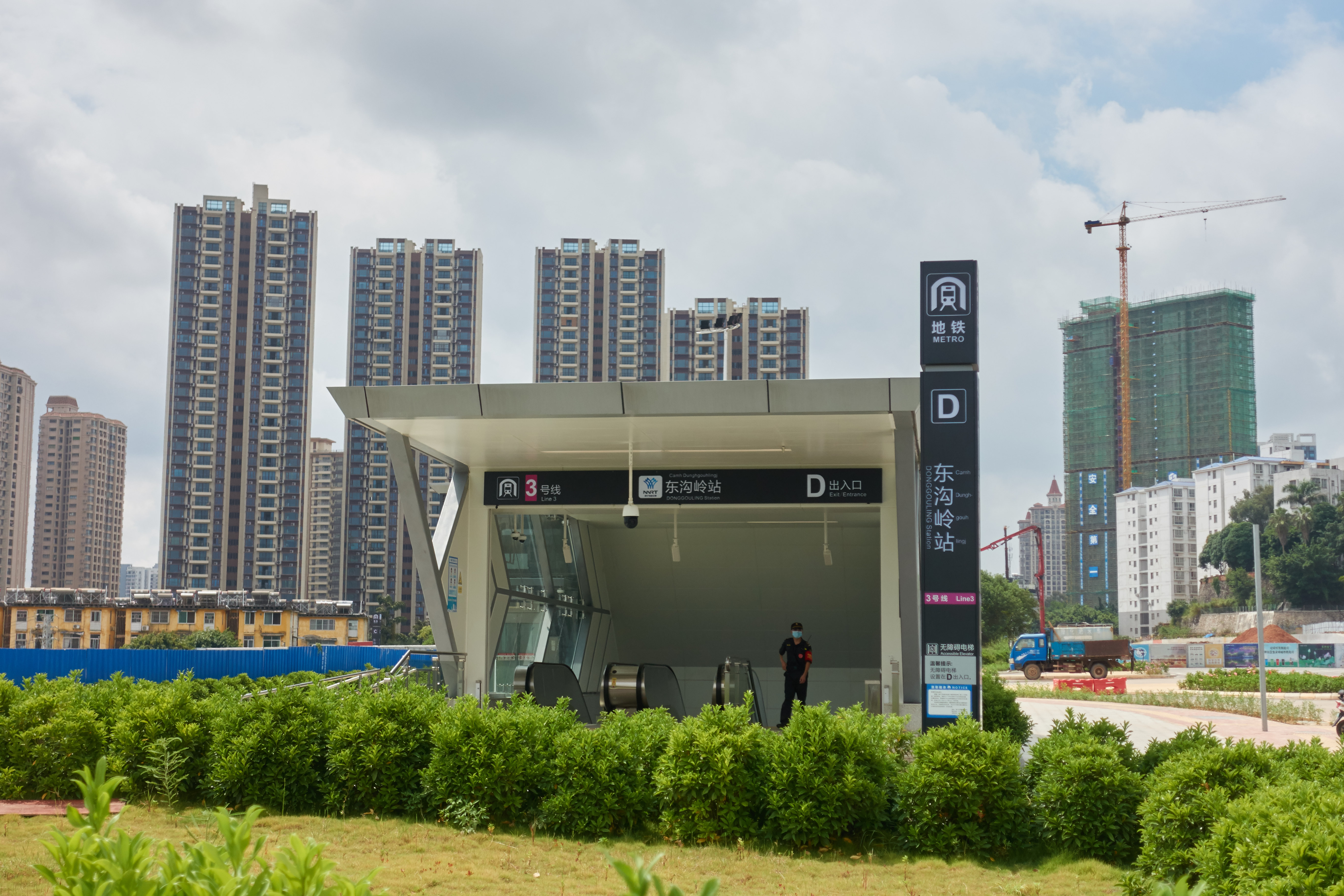
D

La station, tout comme les autres de la ligne, présente des motifs aux allures des dix pays d'Asie du Sud-Est, membres de l'ASEAN, avec des colonnes décorées de brocades et de petits bâtiments aux toits en pente. La couleur violet est choisie pour la ligne pour faire référence au charme de l'Asie du Sud-Est. Le plancher est recouvert de céramique légère et les murs sont en plaques d'acier émaillé. 

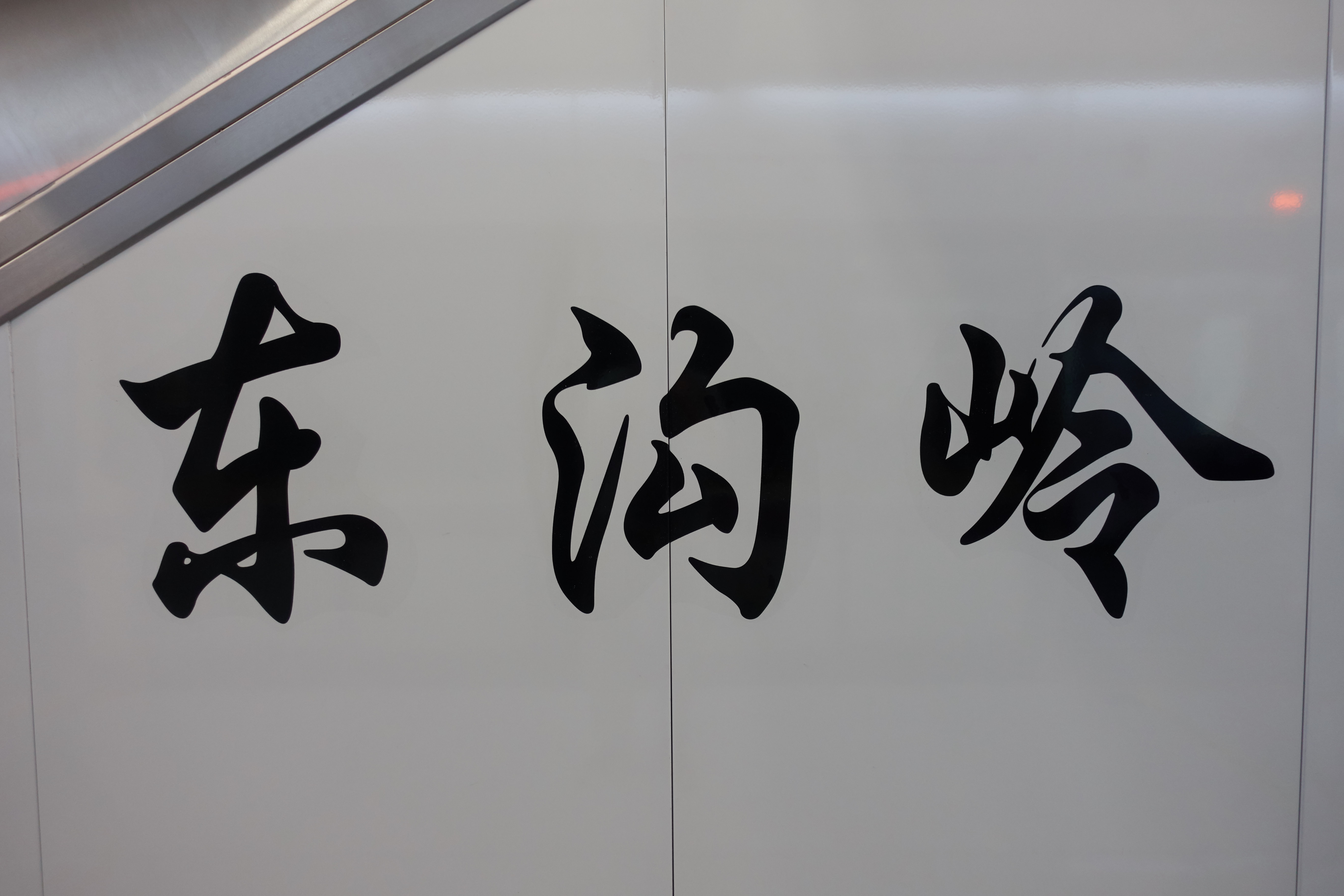
Art calligraphique.

Station souterraine, elle dispose de trois niveaux :
| Niveau 0   | Entrées et sorties                                       | Entrées et sorties                                         |
| Sous-sol 1 | Salle d'accueil                                          | Service à la clientèle, boutiques et guichet libre-service |
| Sous-sol 2 |                                                          | Ligne 3 Voie 1 : En direction de Boulevard Keyuan (zh)     |
| Sous-sol 2 | Quai central                                             |                                                            |
| Sous-sol 2 | Ligne 3 Voie 2 : En direction d'Échangeur Pingliang (zh) |                                                            |

### Desserte
Les premiers et derniers trains à destination de Boulevard Keyuan sont à 6h51 et 23h30, tandis que ceux à direction d'Échangeur Pingliang sont à 6h42 et 23h20. Le coût d'un billet est de 6 yuans (元).

Installations et desserte
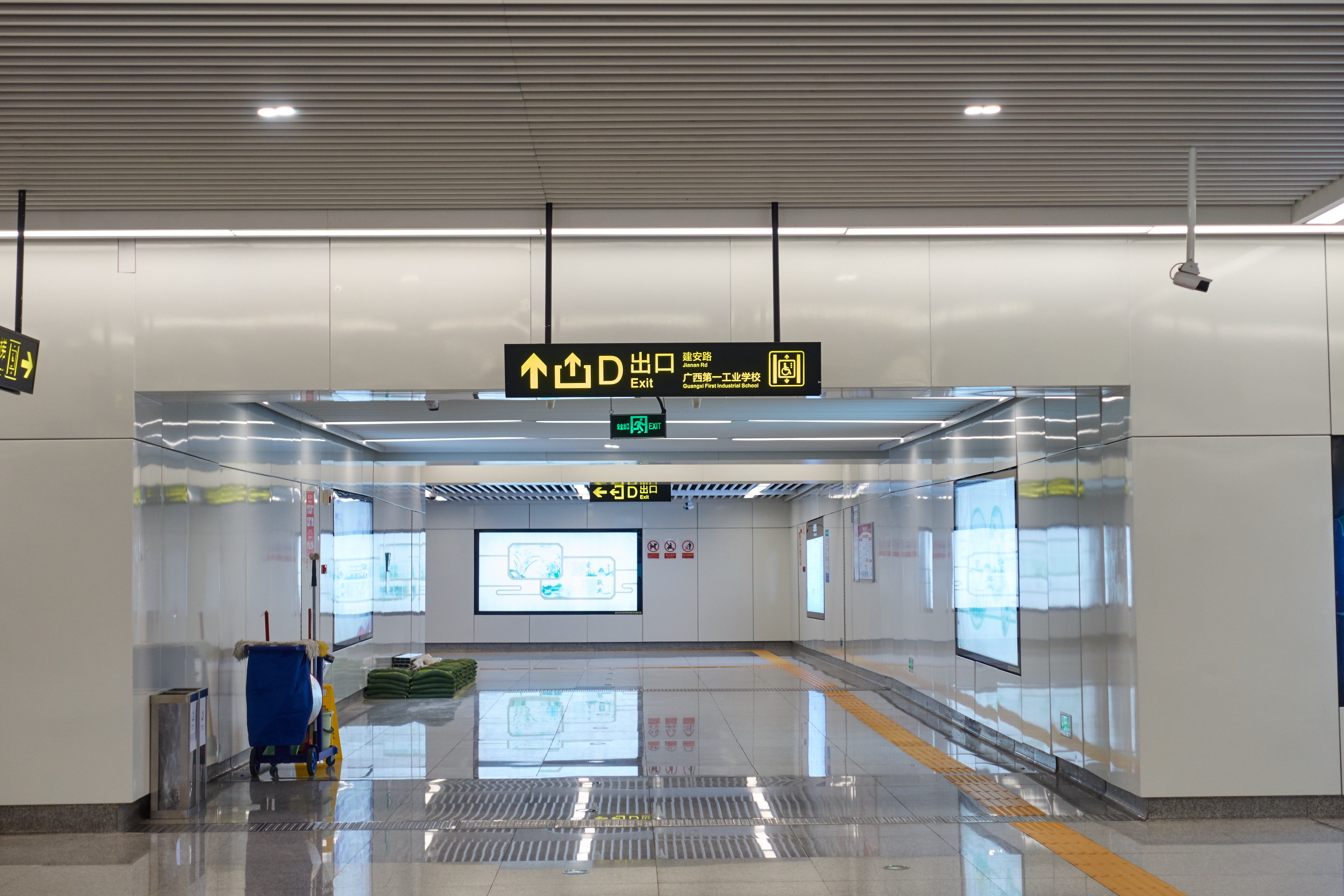
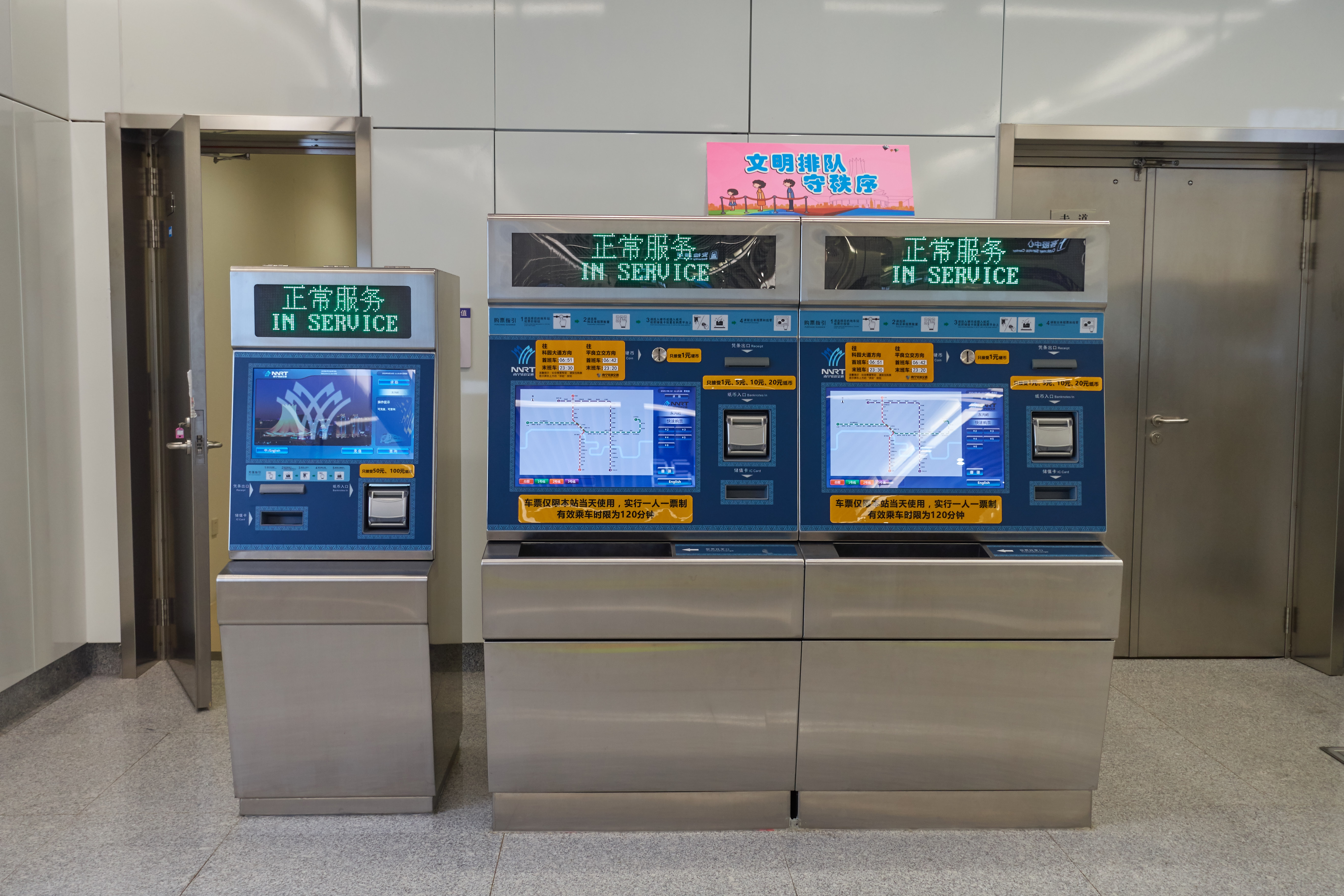

### Intermodalité
La station est desservie par les lignes 202, 215 et 608 du réseau d'autobus de Nanning.

## À proximité
| Numéro                                         | Destinations proches |
| ---------------------------------------------- | --- |
| Sortie A                                       | 3e ruelle de la rue Changgang (长堽路三里), Centre de recherche de l'industrie électrique du Guangxi (广西电力工业勘察设计研究院) |
| Sortie B                                       | Fermée |
| Sortie C                                       | Rue Shajiang (沙江路), Première école d'industrie du Guangxi (广西第一工业学校), Aire scénique Yunxing Qianlong (云星乾隆御景)    |
| Sortie D                                       | Rue Shajiang, école Yuxin (育新学校), école primaire Taoyuan                                                                      |
| Légende： Ascenseur pour personnes handicapées | |